# Mirosavci (Republika Serbska)
Mirosavci (cyr. Миросавци) – wieś w Bośni i Hercegowinie, w Republice Serbskiej, w gminie Lopare. W 2013 roku liczyła 284 mieszkańców.